# 밀맥주

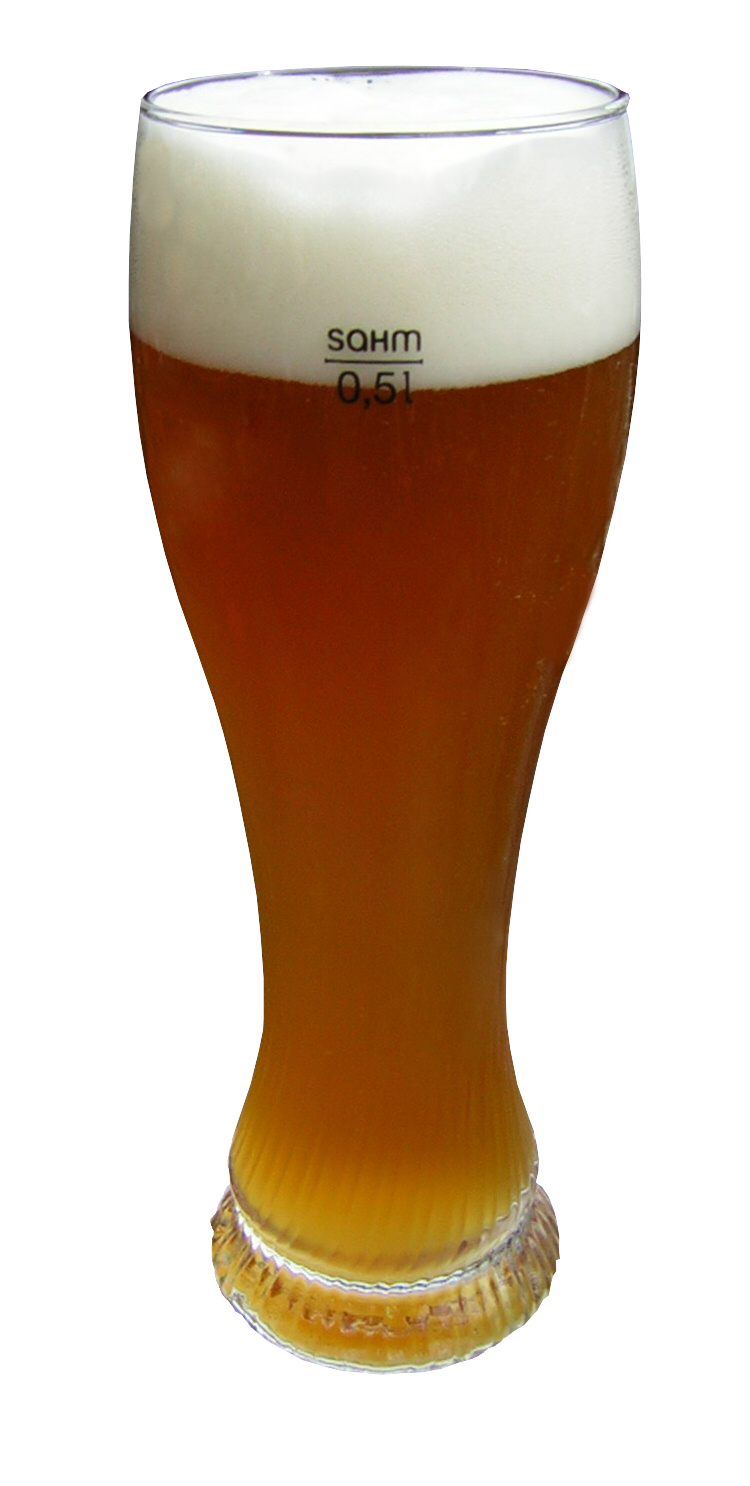
독일 바이스비어. 관습적으로 크고 길쭉한 항아리모양의 잔에 담는다

밀맥주(독일어: Weizenbier 바이첸비어[*], 영어: wheat beer) 또는 백맥주(白麥酒, 독일어: Weißbier 바이스비어[*])는 독일 바이에른 지방에서 유래했으며, 오늘날은 세계적으로 알려진, 맥주의 한 종류이다. 일반적으로 맥주에 쓰는 원료인 보리의 엿기름 대신 밀의 엿기름을 사용한다. 바이에른 지역에서는 독일의 보통 맥주보다 밝은 색을 띈다는 이유로 ′흰 맥주′ 또는 ′백맥주′라는 의미의 바이스비어라고도 흔히 부르지만, 이외의 독일의 지역에서는 ′밀맥주′라는 뜻으로 바이첸비어라고 부른다.
독일의 맥주 순수령의 후신인 독일맥주법에 의하면 독일에서 주조되는 밀맥주는 상면발효 방식인 에일(ale)로 만들어야 한다. 특별한 종자의 이스트가 사용되어 발효의 부산물로 바나나와 정향(丁香, clove) 등과 비슷한 진한 향이 나게 된다. 체코의 플젠 지방에서 나는 필스너와 함께 독일 전역에서 일상적으로 마시는 맥주 중의 하나이다.

## 주요 상표
- 파울라너
- 에르딩어
- 프란체스카너
- 호프브로이
- 슈나이더
- 바이엔슈테판

## 같이 보기
- 맥주잔
- 벨기에의 맥주
- 호밀맥주